# Superprestige 2021-2022
Navigation
2020-2021 2022-2023
Le Superprestige 2021-2022 est la 40e édition du Superprestige, compétition qui se déroule entre le 3 octobre 2021 et le 12 février 2022. Le challenge est composé de huit manches pour les élites hommes, élites femmes, espoirs et juniors qui ont lieu en Belgique et aux Pays-Bas. Toutes les épreuves font partie du calendrier de la saison de cyclo-cross masculine et féminine 2021-2022.
Le calendrier est semblable à celui de la saison précédente, seul le Noordzeecross de Middelkerke est remplacé par le Cyclo-cross de Diegem, qui est finalement annulé en raison de la pandémie de Covid-19. 

## Barème
Les 15 premiers de chaque course marquent des points pour le classement général selon le tableau suivant :
| Position           | 1er | 2e | 3e | 4e | 5e | 6e | 7e | 8e | 9e | 10e | 11e | 12e | 13e | 14e | 15e |
| Classement général | 15  | 14 | 13 | 12 | 11 | 10 | 9  | 8  | 7  | 6   | 5   | 4   | 3   | 2   | 1   |

## Hommes élites

### Résultats
| # | Date        | Lieu                                       | Vainqueur         | Deuxième        | Troisième         | Leader du classement général |
| - | ----------- | ------------------------------------------ | ----------------- | --------------- | ----------------- | ---------------------------- |
| 1 | 3 octobre   | Gieten (Cyclo-cross de Gieten)             | Toon Aerts        | Quinten Hermans | Eli Iserbyt       | Toon Aerts                   |
| 2 | 23 octobre  | Ruddervoorde (Cyclo-cross de Ruddervoorde) | Eli Iserbyt       | Quinten Hermans | Toon Aerts        | Eli Iserbyt                  |
| 3 | 11 novembre | Niel (Jaarmarktcross)                      | Eli Iserbyt       | Toon Aerts      | Quinten Hermans   | Eli Iserbyt                  |
| 4 | 20 novembre | Merksplas (Cyclo-cross de Merksplas)       | Eli Iserbyt       | Quinten Hermans | Laurens Sweeck    | Eli Iserbyt                  |
| 5 | 4 décembre  | Boom (Niels Albert CX)                     | Wout van Aert     | Toon Aerts      | Lars van der Haar | Eli Iserbyt                  |
| 6 | 27 décembre | Zolder (GP Eric De Vlaeminck)              | Wout van Aert     | Tom Pidcock     | Eli Iserbyt       | Eli Iserbyt                  |
| 7 | 29 décembre | Diegem (Cyclo-cross de Diegem)             | annulé            | annulé          | annulé            | Eli Iserbyt                  |
| 8 | 12 février  | Gavere (Cyclo-cross d'Asper-Gavere)        | Lars van der Haar | Eli Iserbyt     | Toon Aerts        | Eli Iserbyt                  |

### Classement général
| Pos. | Coureur           | Équipe                   | GIE | RUD | NIE | MRK | BOO | ZOL | DIE | GAV | Points |
| ---- | ----------------- | ------------------------ | --- | --- | --- | --- | --- | --- | --- | --- | ------ |
| 1    | Eli Iserbyt       | Pauwels Sauzen-Bingoal   | 3   | 1   | 1   | 1   | 4   | 3   | /   | 2   | 97     |
| 2    | Toon Aerts        | Baloise Trek Lions       | 1   | 3   | 2   | 4   | 2   | 5   | /   | 3   | 92     |
| 3    | Lars van der Haar | Baloise Trek Lions       | 5   | 4   | 4   | 5   | 3   | 10  | /   | 1   | 80     |
| 4    | Quinten Hermans   | Tormans Cyclo Cross Team | 2   | 2   | 3   | 2   | 13  | 4   | /   | -   | 70     |
| 5    | Laurens Sweeck    | Pauwels Sauzen-Bingoal   | 4   | 5   | 7   | 3   | 19  | 7   | /   | DNF | 54     |
| 6    | Toon Vandebosch   | Pauwels Sauzen-Bingoal   | 7   | 6   | 6   | 11  | 23  | 12  | /   | 10  | 44     |
| 7    | Corné van Kessel  | Tormans Cyclo Cross Team | 10  | -   | DNF | 6   | 10  | 6   | /   | DNF | 32     |
| 8    | Jens Adams        | Hollebeekhoeve           | 8   | -   | 5   | 9   | 11  | 15  | /   | DNF | 32     |
| 9    | Kevin Kuhn        | Tormans Cyclo Cross Team | -   | 9   | 20  | -   | -   | /   | 8   | 6   | 30     |
| 10   | Wout van Aert     | Jumbo-Visma              | -   | -   | -   | -   | 1   | 1   | /   | -   | 30     |

## Femmes élites

### Résultats
| # | Date        | Lieu                                       | Vainqueur      | Deuxième             | Troisième            | Leader du classement général |
| - | ----------- | ------------------------------------------ | -------------- | -------------------- | -------------------- | ---------------------------- |
| 1 | 3 octobre   | Gieten (Cyclo-cross de Gieten)             | Lucinda Brand  | Denise Betsema       | Annemarie Worst      | Lucinda Brand                |
| 2 | 23 octobre  | Ruddervoorde (Cyclo-cross de Ruddervoorde) | Denise Betsema | Annemarie Worst      | Inge van der Heijden | Denise Betsema               |
| 3 | 11 novembre | Niel (Jaarmarktcross)                      | Lucinda Brand  | Annemarie Worst      | Denise Betsema       | Denise Betsema               |
| 4 | 20 novembre | Merksplas (Cyclo-cross de Merksplas)       | Lucinda Brand  | Annemarie Worst      | Denise Betsema       | Lucinda Brand                |
| 5 | 4 décembre  | Boom (Niels Albert CX)                     | Lucinda Brand  | Inge van der Heijden | Denise Betsema       | Lucinda Brand                |
| 6 | 27 décembre | Zolder (GP Eric De Vlaeminck)              | Lucinda Brand  | Fem van Empel        | Annemarie Worst      | Lucinda Brand                |
| 7 | 29 décembre | Diegem (Cyclo-cross de Diegem)             | annulé         | annulé               | annulé               | Lucinda Brand                |
| 8 | 12 février  | Gavere (Cyclo-cross d'Asper-Gavere)        | Lucinda Brand  | Annemarie Worst      | Denise Betsema       | Lucinda Brand                |

### Classement général
| Pos. | Coureur                  | Équipe                 | GIE | RUD | NIE | MRK | BOO | ZOL | DIE | GAV | Points |
| ---- | ------------------------ | ---------------------- | --- | --- | --- | --- | --- | --- | --- | --- | ------ |
| 1    | Lucinda Brand            | Baloise Trek Lions     | 1   | 5   | 1   | 1   | 1   | 1   | /   | 1   | 101    |
| 2    | Denise Betsema           | Pauwels Sauzen-Bingoal | 2   | 1   | 3   | 3   | 3   | 5   | /   | 3   | 92     |
| 3    | Annemarie Worst          | 777                    | 3   | 2   | 2   | 2   | 6   | 3   | /   | 2   | 92     |
| 4    | Inge van der Heijden     | 777                    | 5   | 3   | 10  | 7   | 2   | 7   | /   | -   | 62     |
| 5    | Aniek van Alphen         | 777                    | 4   | 6   | 11  | 8   | 10  | 15  | /   | 5   | 53     |
| 6    | Manon Bakker             | IKO-Crelan             | 13  | 8   | 6   | 6   | 14  | 8   | /   | 6   | 51     |
| 7    | Yara Kastelijn           | IKO-Crelan             | 6   | 9   | 4   | 4   | -   | 10  | /   | -   | 47     |
| 8    | Marion Norbert-Riberolle | Starcasino             | 11  | 7   | 7   | 11  | 11  | 18  | /   | 10  | 39     |
| 9    | Sanne Cant               | IKO-Crelan             | 8   | 4   | -   | 12  | 8   | 12  | /   | -   | 36     |
| 10   | Fem van Empel            | Pauwels Sauzen-Bingoal | 10  | -   | -   | -   | 5   | 2   | /   | -   | 31     |
| -    | Ceylin Alvarado          | Alpecin-Fenix          | -   | -   | 5   | 5   | 7   | -   | /   | -   | 31     |

## Hommes juniors

### Résultats
| # | Date        | Lieu                                       | Vainqueur        | Deuxième         | Troisième           |        |
| - | ----------- | ------------------------------------------ | ---------------- | ---------------- | ------------------- | ------ |
| 1 | 3 octobre   | Gieten (Cyclo-cross de Gieten)             | David Haverdings | Silas Kuschla    | Menno Huising       |        |
| 2 | 23 octobre  | Ruddervoorde (Cyclo-cross de Ruddervoorde) | David Haverdings | Aaron Dockx      | Niels Ceulemans     |        |
| 3 | 11 novembre | Niel (Jaarmarktcross)                      | Senne Bauwens    | Wies Nuyens      | Miles Gevaert       |        |
| 4 | 20 novembre | Merksplas (Cyclo-cross de Merksplas)       | David Haverdings | Aaron Dockx      | Jelte Jochems       |        |
| 5 | 4 décembre  | Boom (Niels Albert CX)                     | Yordi Corsus     | David Haverdings | Viktor Vandenberghe |        |
| 6 | 27 décembre | Zolder (GP Eric De Vlaeminck)              | David Haverdings | Aaron Dockx      | Nathan Smith        |        |
| 7 | 29 décembre | Diegem (Cyclo-cross de Diegem)             | annulé           | annulé           | annulé              | annulé |
| 8 | 12 février  | Gavere (Cyclo-cross d'Asper-Gavere)        | David Haverdings | Yordi Corsus     | Aaron Dockx         |        |

## Femmes juniors

### Résultats
| # | Date      | Lieu                           | Vainqueur     | Deuxième        | Troisième    |
| - | --------- | ------------------------------ | ------------- | --------------- | ------------ |
| 1 | 3 octobre | Gieten (Cyclo-cross de Gieten) | Zoe Bäckstedt | Leonie Bentveld | Nienke Vinke |